# Heiri Suter

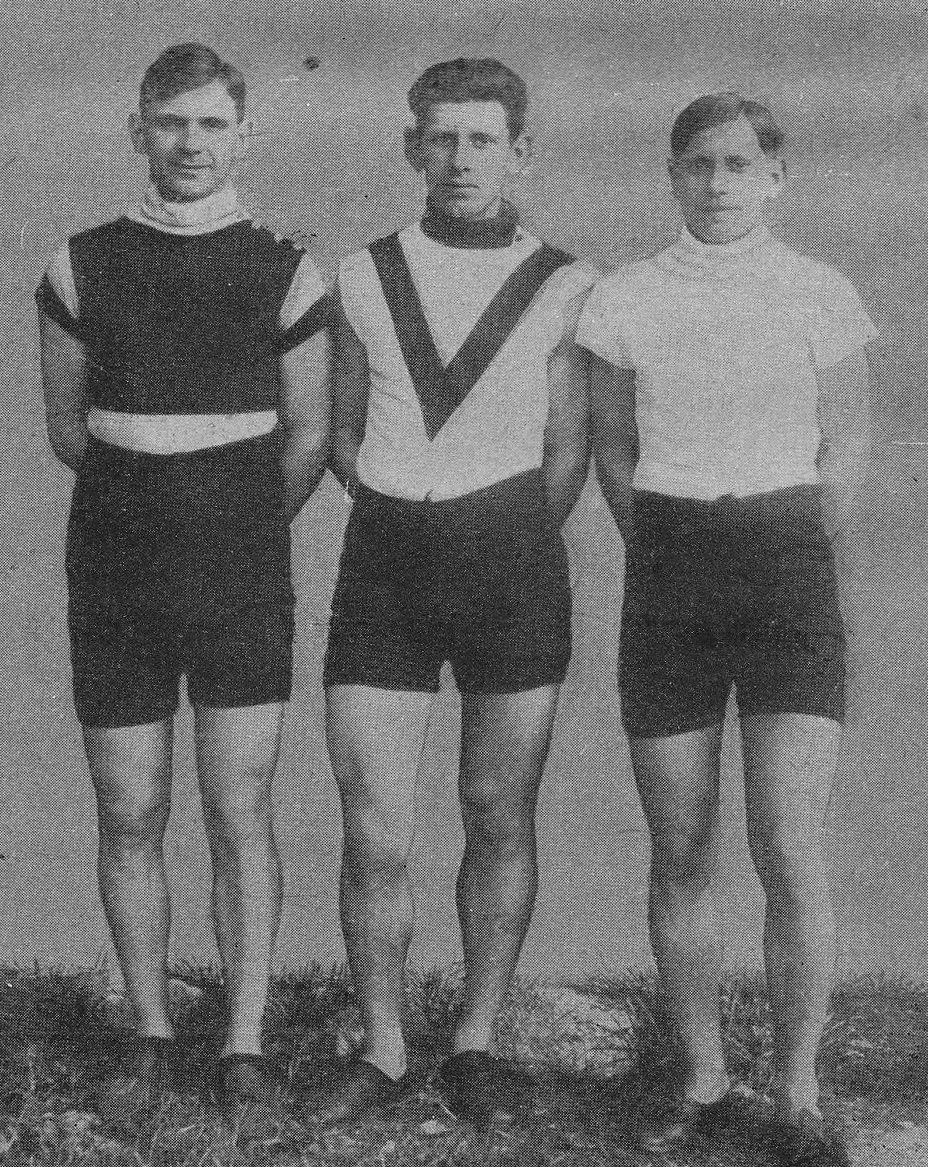
Bröderna Paul, Max och Heiri Suter 1921.

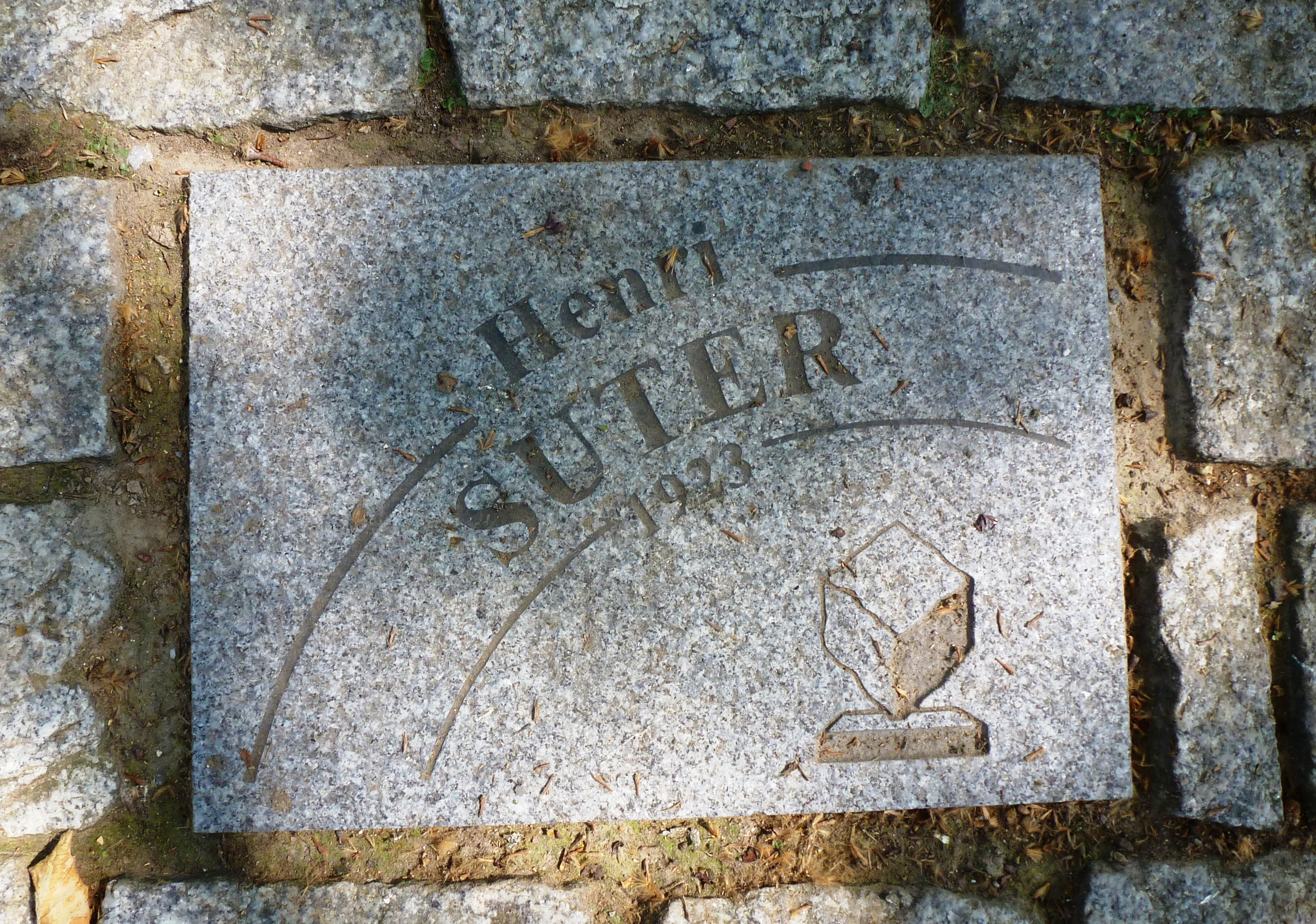
Gatsten på Allée Charles Crupelandt i Roubaix som visar på Heiri Suters seger i Paris–Roubaix 1923.

Heinrich "Heiri" Suter, född 10 juli 1899 i Gränichen, Schweiz, död 6 november 1978 i Bülach, var en schweizisk professionell tävlingscyklist på landsväg. Han var specialist i klassikerloppen och var fram till och med säsongen 2006 den enda schweiziske cyklisten att vinna en klassiker. Fabian Cancellara vann Paris–Roubaix 2006. 
1923 blev Suter den första cyklisten att vinna Paris–Roubaix och Flandern runt under ett och samma år. En bedrift som även Roger De Vlaeminck, Rik Van Looy, Fred De Bruyne, Raymond Impanis, Gaston Rebry, Romain Gijssels, Peter Van Petegem, Tom Boonen, Fabian Cancellara och Mathieu van der Poel gjorde senare i historien.
Heiri Suter vann Züri Metzgete sex gånger under sin karriär. Han var professionell under 23 år, från 1918 till 1941, och han tog 57 segrar under sin karriär.
Heiri Suter var bror till cyklisterna Paul Suter, Fritz Suter, Max Suter och Franz Suter.

## Meriter
1919
1:a - Züri Metzgete
1:a - Grand Prix Aurore
1:a - Tour de Zürich
1920
1:a -  Nationsmästerskapens linjelopp
1:a - Züri Metzgete
1:a - Tour du Nord-Ouest
1921
1:a -  Nationsmästerskapens linjelopp
1:a - Grand Prix Aurore
1:a - Tour de Zürich
1:a - Tour du Nord-Ouest
1:a - Genève-Zürich
1:a - Tour de Suisse Orientale
1:a - Prix de Genève
1922
1:a - Grand Prix Wolber
1:a -  Nationsmästerskapens linjelopp
1:a - Züri Metzgete
1:a - Tour du Nord-Ouest
1:a - Circuit de Neuchâtel
1:a - Circuit de Fribourg
1:a - Circuit du Vaudois
1:a - München-Zürich
1:a - två etapper - Paris-Saint-Etienne
1923
1:a - Flandern runt
1:a - Paris–Roubaix
1:a - Tour du Nord-Ouest
1:a - Zürich-München
1:a - Prix de Genève
1924
1:a - Züri Metzgete
1:a -  Circuit de Champagne (+två etapper)
1:a - Tour du Lac Léman
1:a - Grand Prix Griffon
1:a - Zürich-La Chaux-de-Fonds
1:a - 3 etapper - Bordeaux-Marseille
1:a - Prix de Genève
1925
1:a - Grand Prix Wolber
1:a - Bordeaux-Paris
1:a - Circuit de Champagne
1:a - Circuit du Vaudois
1926
1:a -  Nationsmästerskapens linjelopp
1:a - Paris–Tours
1:a - Rund um Köln
1:a - Rund um Frankfurt am Main
1:a - Württemberg Rundfahrt
1:a - Circuit de la Montagne
1:a - Grand Prix Yverdon
1927
1:a - Paris–Tours
1:a - Tour du Lac Léman
1:a - Grand Prix Yverdon
1:a - Rund um Frankfurt am Main
1928
1:a - Züri Metzgete
1929
1:a -  Nationsmästerskapens linjelopp
1:a - Züri Metzgete
1:a - Tour du Nord-Ouest
1:a - Tour du Lac Léman
1:a - Circuit Franco-Suisse
1929
1:a - Tour du Lac Léman
1932
1:a - Schweizisk mästare i stayer
1933
1:a - Schweizisk mästare i stayer